# 비용
비용(費用, 영어: expense, expenditure)이란 일반적으로 어떤 일을 하는 데 드는 돈을 말하며, 전문적 의미로는 소비된 가치의 크기를 말한다.

## 설명
비용은 항목, 서비스 또는 기타 비용 범주에 대한 지불로 다른 사람이나 그룹에게 돈이나 일반적으로 모든 형태의 재산이 유출되는 항목이다. 세입자에게 임대료는 비용이다. 학생이나 학부모에게 수업료는 비용이다. 음식, 의복, 가구, 자동차를 구입하는 것을 종종 비용이라고 한다. 비용은 일반적으로 가치 있는 것을 대가로 "지불"되거나 "송금"되는 비용이다. 엄청난 비용이 들 것 같은 것을 "비싸다"로 표현한다. 비용이 적게 드는 것처럼 보이는 것은 "저렴한" 것이다. "상비"란 식사, 다과, 잔치 등에 드는 비용을 말한다.
회계에서 비용은 개인이나 회사에서 다른 사람이나 회사로 현금이나 기타 귀중한 자산이 특정하게 유출되는 것을 의미한다. 이러한 유출은 일반적으로 판매자보다 구매자에게 현재 또는 미래 가치가 동일하거나 더 나은 제품 또는 서비스 거래의 한 측면이다. 기술적으로 비용은 독점 지분이 감소 또는 소진되거나 책임이 발생하는 이벤트이다. 회계 방정식의 관점에서 보면 비용은 소유주 지분을 감소시킨다. 국제회계기준위원회(International Accounting Standards Board)는 비용을 다음과 같이 정의한다.
...자본 참여자에 대한 분배와 관련된 경우를 제외하고 자산의 유출이나 고갈, 부채의 발생으로 인해 회계 기간 동안 경제적 효익이 감소한다.
비용은 사회학에서도 사용되는 용어로, 특정 재산이나 가격이 무언가 또는 누군가에 의해 자발적으로 또는 비자발적으로 희생되는 경우가 많으며, 종종 후자가 전자를 이용하고 있다는 맥락에서 발생한다.

## 구분

### 회계학
회계학에서 '비용'은 대체로 실제 사용된 비용인 '명시적 비용'을 뜻한다. 이를 회계비용이라고도 한다.

### 경제학
경제학에서 '비용'은 대체로 어떤 선택에 따라 포기한 모든 가치인 기회 비용을 뜻한다. 기회 비용은 명시적 비용과 암묵적 비용을 합친 것이다.

## 같이 보기
- 원가
- 손실
- 생산비
- 추정
- 비용 견적(영어판)
- 비용 공학(영어판)